# 大道トンネル
大道トンネル（おおみちトンネル）は、大分県大分市永興の国道210号にあるトンネルである。

## 概要
現在の大分市中心部と南大分地区とは、江戸時代より前には上野丘陵に連なる丘陵で隔てられ、通行は丘陵の南側を迂回して行われていた。戸倉貞則の『豊府聞書』によれば、府内城を大改修し府内（現在の大分市中心部）の町を整備した府内藩初代藩主竹中重利によって、1610年（慶長15年）に大道峠に堀割が設けられたという。堀割は、明治時代までの間に数度にわたり改修された。
1952年（昭和27年）に大道トンネルの建設を公約に大分市長に当選した上田保は、同年4月から失業対策事業として工事を進め、約3年後の1955年（昭和30年）4月6日に開通式が行われた。トンネルの南口（南大分側）には「清風満地」、北口（大道側）には「大道無門」の文字が刻まれた。後に、東側に新大道トンネルが開通し、大分県では初めての上下線別のトンネルとなった。
現在では朝のラッシュ時には中央線変移が実施されて、中心部方向が3車線、反対方向が1車線となり、トンネル内は対面通行となっている。

### 大道トンネル（大道隧道）
- 全長：308m
- 幅：9m
- 高さ：7.3m
- 車道幅員：6m
- 限界高：6m

### 新大道トンネル（新大道隧道）
- 全長：308m